# Кастера (Арјеж)
Кастера (фр. Castéras) насеље је и општина у јужној Француској у региону Миди Пирене, у департману Арјеж која припада префектури Памје.
По подацима из 2011. године у општини је живело 31 становника, а густина насељености је износила 16,85 становника/km². Општина се простире на површини од 1,84 km². Налази се на средњој надморској висини од 300 метара (максималној 404 m, а минималној 308 m).

## Демографија
| 1962. | 1968. | 1975. | 1982. | 1990. | 1999. | 2011. |
| ----- | ----- | ----- | ----- | ----- | ----- | ----- |
| 33    | 37    | 35    | 28    | 22    | 30    | 31    |

График промене броја становника у току последњих година